# هنس اسلون
سر هنس اسلون اولین بارونت، رئیس انجمن سلطنتی (زاده ۱۶ آوریل ۱۶۶۰ - درگذشته ۱۱ ژانویه ۱۷۵۳) پزشک، طبیع‌دان و کلکسیون‌دار بریتانیایی زاده ایرلند بود که بیشتر به خاطر اهدا مجموعه‌اش به ملت شناخته شده‌است. او با این کار امکان تأسیس موزه بریتانیا را فراهم کرد. بعدها نام او روی خیابانها و کاخ‌ها مثل کاخ هنس، هلال هنس ومیدان هنس در لندن و همچنین سِر هنس اسلون در مکان تولدش شهر کیلی‌لی گذاشته شد.

## زندگی اولیه
اسلون در ۱۶ آوریل ۱۶۶۰ در کیلی‌لی در شهرستان داون در کلونی پروتستان مزرعه اولستر در شمال ایرلند به دنیا آمد. او هفتمین پسر الکساندر اسلون (درگذشته ۱۶۶۶)، گماشته، جیمز هامیلتون دومین وایکانت کلینبوی و بعدها اولین ارل کلنبرازیل، بود. خانواده اسلون از آیشایر اسکاتلند مهاجرت کرده بودند اما در شمال ایرلند تحت حکومت جیمز یکم اقامت کرده بودند. پدر هنس اسلون زمانی که او شش سال داشت درگذشت.
اسلون، به عنوان یک جوان، اشیایی در مورد تاریخ طبیعی و چیزهای عجیب و غریب جمع‌آوری کرد. این کار موجب شد زمانی که برای مطالعه پزشکی به لندن رفت، گیاه‌شناسی، جراحی و داروسازی هم مطالعه کند. عادت جمع‌آوری اشیایی که داشت موجب مفید بودن او برای جان ری و رابرت بویل شد. بعد از چهار سال اقامت در لندن، به سراسر فرانسه مسافرت کرده و مدتی را در پاریس و مون‌پلیه گذراند، و مدتی طولانی در دانشگاه اورنج-ناسائو مانده و در سال ۱۶۸۳ دکترای پزشکی‌اش راگرفت. او با مجموعهٔ قابل توجهی از گیاهان و چیزهای عجیب و غریب به لندن بازگشت. او قبلاً مجموعه‌اش را برای جان ری فرستاده بود و او در کتاب تاریخ طبیعی گیاهان از آن‌ها استفاده کرده بود.

## سفر به جامائیکا

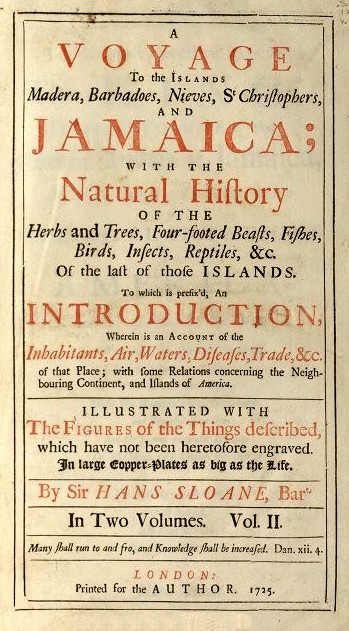
جلد کتاب «سفر اسلون به جامائیکا» ،۱۷۲۵

در سال ۱۶۸۵ اسلون به عنوان عضو انجمن سلطنتی انتخاب شد. در همان زمان توجه توماس سدنهام را جلب کرد و او به اسلون معرفی‌نامه باارزشی برای کار داد. در سال ۱۶۸۷ او عضو کالج پزشکان شد و همان سال بدرخواست فرماندار جامائیکار دومین دوک البه‌مارل با کشتی اچ‌ام‌اس اسیستنس به عنوان پزشک به جامائیکا رفت. جامائیکا به خاطر نیشکر و دیگر محصولاتی که به وسیلهٔ کار اجباری بردگان وارد شده از آفریقا کشت می‌شد، به عنوان منبع سود فراوان تاجران انگلیسی در حال ظهور بود.
به‌هرحال، سال بعد البه‌مارل در جامائیکا درگذشت، بنابراین سفر اسلون فقط ۱۵ ماه طول کشید؛ در ان زمان او در مورد ۸۰۰ گونهٔ جدید گیاهان یادداشت‌های نوشت و در ۱۶۹۶ به زبان لاتین آن‌ها را به صورت کاتالوگی درآورد. بعدها بین سال‌های ۱۷۰۷ تا ۱۷۲۵ شرح مسافرتش به جامائیکا را در دو جلد حجیم مصور نوشت. در سال ۱۶۹۳ دبیرانجمن سلطنتی شد و به مدت بیست سال ویرایشگر مجله تبادلات فلسفی در جامعه سلطنتی بود.
اسلون با لانگلی رز، بیوهٔ فولک رز از جامائیکا، و دختر یکی از قضات جان لانگلی، ازدواج کرد. آن‌ها صاحب سه دختر به نام‌های مری، سارا و الیزابت و یک پسر به نام هانس داشتند. از بین چهار فرزند آن‌ها فقط سارا و الیزابت زنده ماندند. سارا با جرج استنلی از پالتونز و الیزابت با چارلز کادوگان، که در آینده دومین بارون کادوگان شد، ازدواج کرد. درآمد حاصل از شکر تولید شده توسط کارگران بردهٔ اهل آفریقا در مزارع الیزابت در ناحیه‌ای که با نام ۱۶ مایل پیاده‌روی شناخته می‌شد ثروت خانواده در لندن را بیشتر می‌کرد و همراه با آن درآمد پزشکی اسلون و سرمایه‌گذاری‌های ملکی در لندن، ثروت لازم برای جمع‌آوری در مقیاس وسیع را برای او فراهم می‌کرد.
اسلون هنگام اقامت در جامائیکا با که افراد محلی با آب مخلوط کرده و می‌نوشیدند برخورد کرد، گرچه در گزارشش آن را تهوع‌آور نامید. در قرن هفدهم دستورالعمل‌های زیادی برای مخلوط کردن شکلات با فلفل، تخم‌مرغ، شکر و شیر رواج داشت. بعد از بازگشت از جامائیکا، اسلون تصمیم گرفت شکلات را با شیر مخلوط کند، گرچه اولین فردی نبود که این کار را انجام می‌داد. در دههٔ ۱۷۵۰، یک بقال سوهو به نام نیکلاس ساندرس مدعی شد که دستورالعمل اسلون را به عنوان اکسیر دارویی می‌فروشد، شاید او «شکلات شیر سرهنس اسلون» رااولین نام تجاری شکلات شیر ساخت. در قرن نوزدهم برادران کادبری قوطی‌های شکلات نوشیدنی را فروختند که کارتهای تبلیغی آن‌ها هم موجب تقویت درخواست شکلات با دستورالعمل اسلون شد.

## کار پزشکی
کار او به عنوان یک پزشک در میان طبقات بالای جامعه فراوان، متدوال و پرمنفعت بود. او به سه فرمانروا:ملکه آن، جرج یکم و جرج دوم خدمت کرد.
در سال ۱۷۱۶، اسلون بارون شد، او اولین پزشکی بود که عنوانی موروثی دریافت کرد. در سال ۱۷۱۹، او رئیس کالج سلطنتی پزشکان شد و شانزده سال این عنوان را حفظ کرد. در سال ۱۷۲۲، به عنوان پزشک عمومی ارتش و در ۱۷۲۷ به عنوان اولین پزشک جرج دوم منصوب شد. در سال ۱۷۲۷، باپیروزی بر سر ایزاک نیوتن رئیس انجمن سلطنتی شد. در هشتاد سالگی از ریاست بازنشسته شد. وی بنیانگذار خانهٔ کودکان سرراهی لندن و اولین مؤسسهٔ ملی مراقبت از کودکان سرراهی بود.

## موزهٔ بریتانیا و باغ پزشکی چلسی

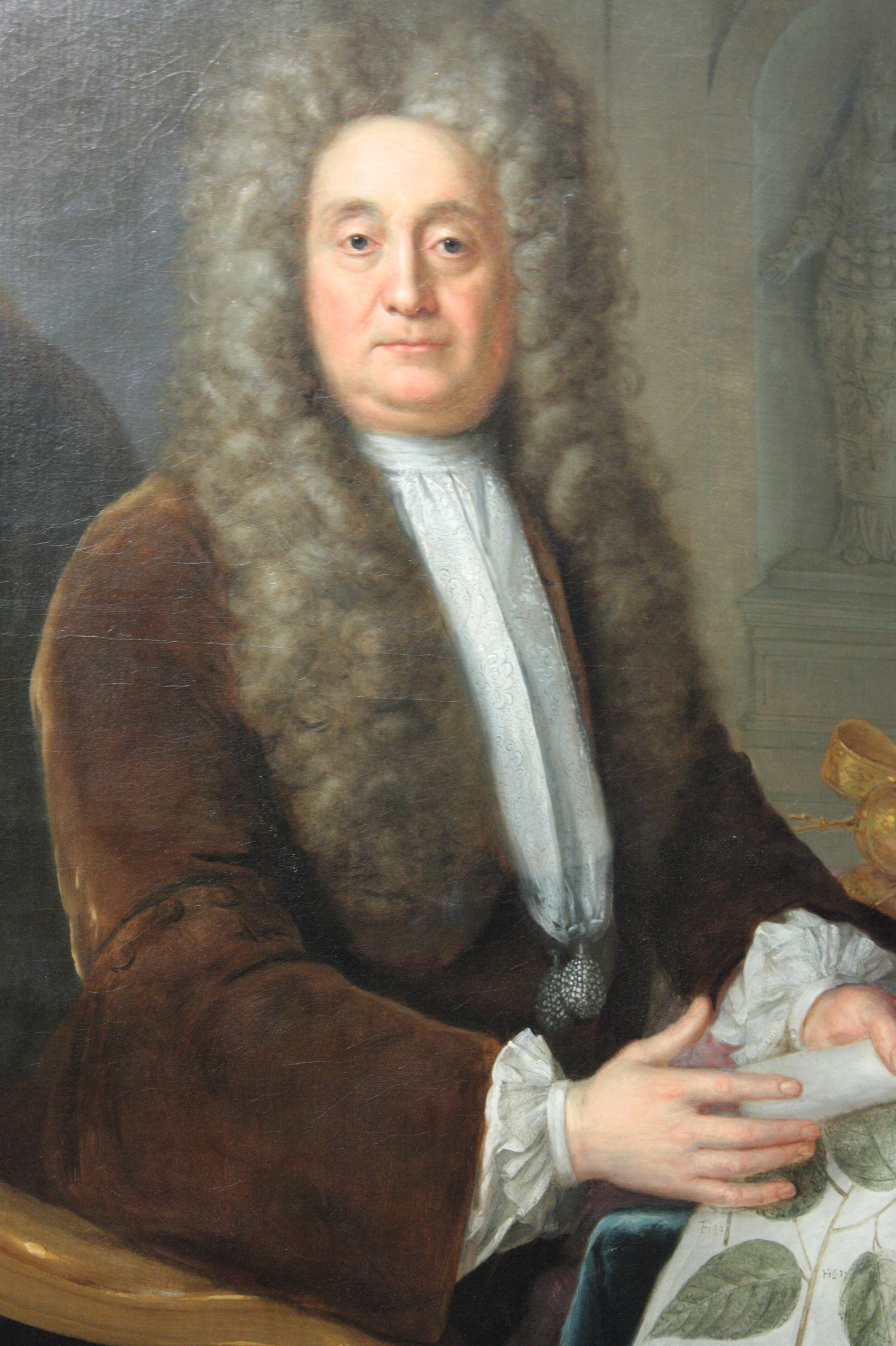
هنس اسلون اثر: استفن اسلوتر، ۱۷۳۶، پرتره گالری ملی، لندن

علت شهرت اسلون به خاطر سرمایه‌گذاری عاقلانه‌اش بیشتر از مشارکت‌هایش در علوم طبیعی و حتی حرفه‌اش است. خرید باغ بزرگ در چلسی در سال ۱۷۱۲ زمین باغ پزشکی چلسی را فراهم کرد. حرکت بزرگ وی به عنوان یک جمع‌آوری‌کننده موجب شد در ۱۷۰۱ (بوسیلهٔ ارث، مشروط به پرداخت بدهی‌های خاص) کار جمع‌آوری را به عنوان شغل تمام عمر، در اتاقک ویلیام کورتن، بدست آورد.
زمانی که اسلون در سال ۱۷۴۱ بازنشسته شد، کتابخانه و کلکسیون جمع‌آوری شده توسط او که از بلومزبوری به خانه‌اش در چلسی آورد، چنان رشد کرد که ارزش بی‌همتایی داشت. او مجموعهٔ تاریخ طبیعی گستردهٔ ویلیام کورتن، فیلیپو آنتونیو گولترو، جیمز پتیور، نهمیا گورو، لئونارد پلاکنت و دوشس بی‌فورت، آدام بودل، پاول هرمان، فرانس کیگلر و هرمان بوئرهاو بدست آورد. هنگام مرگ در ۱۱ ژانویه ۱۷۵۳، او کتابهایش، نسخه‌های خطی، چاپها، نقاشی‌ها، مدالها، سکه‌ها، مُهرها، جواهرات و بقیهٔ وسایل جمع‌آوری شده‌اش را برای ملت به ارث گذاشت، با این شرط که مجلس ۲۰۰۰۰ پوند، که بسیار کمتر از ارزش مجموعه‌اش بود، به وراث بپردازد. درخواست او همان سال به تصویب رسید و مجموعه همراه با کتابخانه سلطنتی جرج دوم و غیره با نام موزه بریتانیا در بلومزبوری به تماشای عمومی گذاشته شد. بخش قابل توجهی از این مجموعه پایه واساس تأسیس موزه تاریخ طبیعی لندن شد.
او همچنین به شرکت داروسازی زمین باغ پزشکی چلسی را بخشید، که آن‌ها در سال ۱۶۷۳ از مسئولان شهر اجاره کرده بودند.

## مرگ

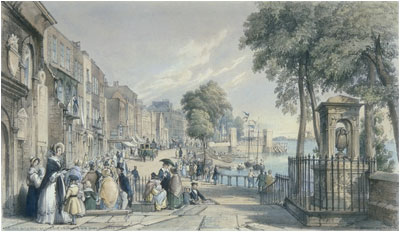
چلسی، قسمتی از کلیسای قدیمی و قبر هنس اسلون در تصویر دیده می‌شود.

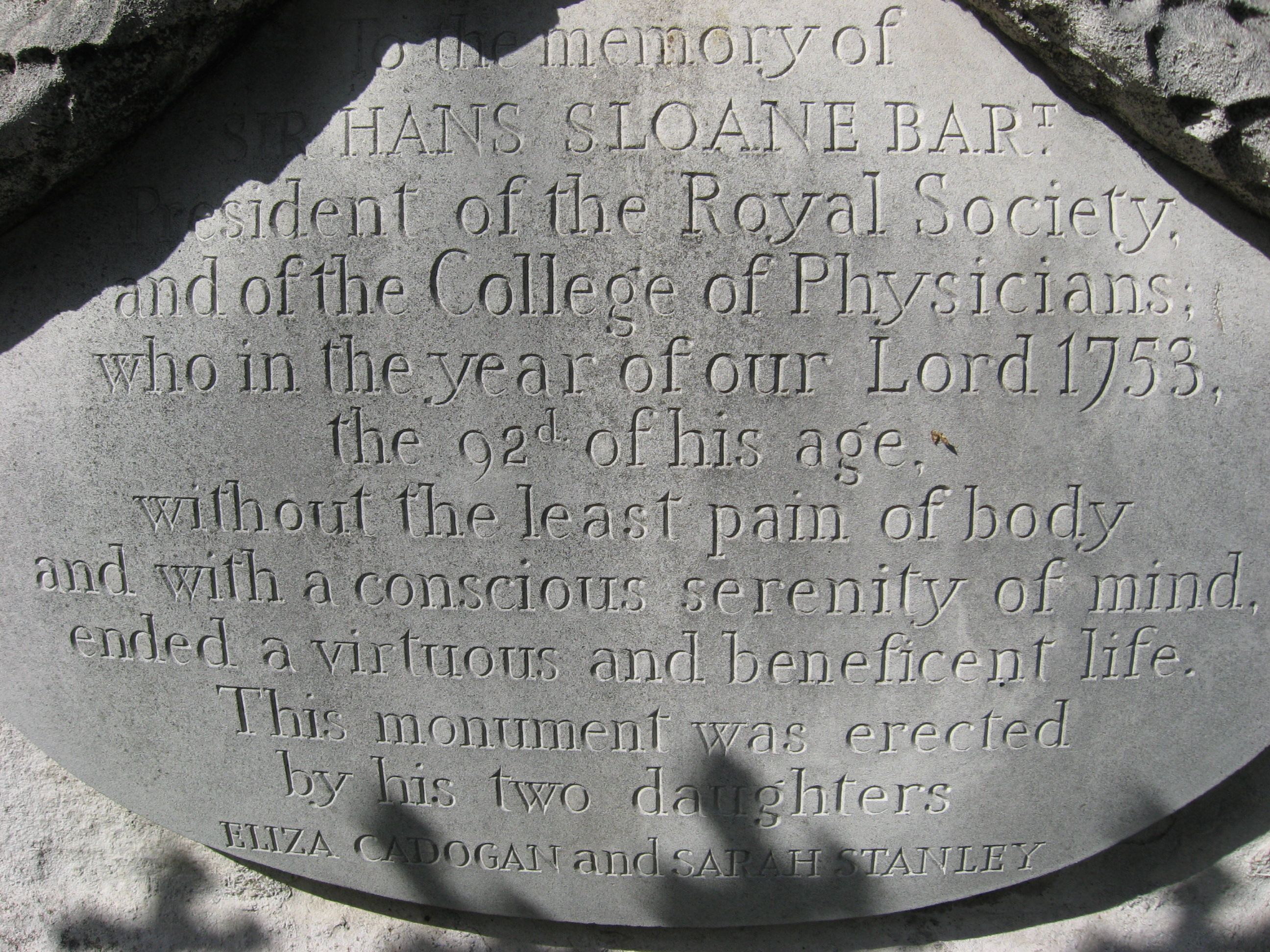
کتیبه یادبود اسلون

هنس اسلون در ۱۸ ژانویه ۱۷۵۳  در کلیسای قدیمی چلسی با لوحه یادبود زیر به خاک سپرده شد.
به یاد سر هنس اسلون، بارت، رئیس انجمن سلطنتی، و رئیس کالج پزشکان، که در سال ۱۷۵۳ در نود و دو سالگی بدون کمترین درد جسمی و با هوشیاری کامل، به پایان زندگی با فضیلت و سودمند خود رسید. این یادبود توسط دو دختر او الیزابت کادوگان و سارا استنلی ساخته شد.

## افسانه
همسرش الیزابت هم که در سال ۱۷۲۴ درگذشت در قبر او به خاک سپرده شد. میدان اسلون، خیابان اسلون، و باغهای اسلون در منطقه سلطنتی کنزینگتون و چلسی و همین‌طور شاپرک دم‌چلچله‌ای اسلون به افتخار هنس اسلون نامگذاری شده‌اند. نام او روی خیابان هنس، هلال هنس، میدان هنس و جادهٔ هنس گذاشته شده‌است، که همهٔ آن‌ها در منطقه سلطنتی قرار دارد.
کارل لینه گیاه گونه اسلونه را به افتخار او نامیده است.